# Aero A.30
Die Aero A.30 war ein zweisitziges Doppeldecker-Flugzeug der tschechischen Firma Aero Tovarna Letadel Dr. Kabes, das hauptsächlich bei den tschechischen Heeresfliegern Verwendung als Langstrecken-Aufklärungsflugzeug und leichter Bomber fand. Die Maschine entstand als Weiterentwicklung der relativ erfolgreichen Aero A.11.

## Geschichte
Zunächst stellte man bei Aero im Jahre 1925 Versuche an, die A.11 mit dem 450 PS starken Lorraine-Dietrich auszustatten, doch erwies sich die A.11-Zelle als zu schwach für dieses Triebwerk.
So entwickelte man im Jahre 1926 eine neue Zelle, insgesamt größer als die der A.11 und mit einer größeren oberen Tragflügelfläche.
Bei der A.30 wurde ein Skoda-Motor statt des ursprünglich vorgesehenen Lorraine-Dietrich verwendet, die Variante A.230 erhielt aber den Lorraine-Dietrich.
Aufgrund der Mängel, die sich während der ersten Testflüge zeigten, waren ständige Detailverbesserungen an der A.30 erforderlich; insgesamt dauerte es etwa ein Jahr, bis die Ingenieure mit ihrer Konstruktion zufrieden waren.
Für zwei Monate war eine Aero A.30 Inhaber des Geschwindigkeitsweltrekordes für einen 500-Kilometer-Flug mit einer Nutzlast von einer Tonne. Dabei erreichte die Maschine im August 1927 eine Durchschnittsgeschwindigkeit von 213,56 km/h.

## Varianten

### Aero A.130
Die A.130 war ein auf der A.30 basierender Prototyp, ausgestattet mit einem Sternmotor Bristol Jupiter VI mit 273 kW (500 PS).

### Aero A.230
Die mit dem Lorraine-Dietrich-Motor mit 365 kW (490 PS) ausgestattete Serie erhielt die Bezeichnung A.230. Auch die geteilte Achse des Hauptfahrwerks wich von der A.30 ab, die mit einer durchgehenden Achse ausgestattet war.

### Aero A.330
Version, die mit einem Praga-ESV-Motor mit 485 kW (650 PS) ausgestattet war

### Aero A.430
Von dieser Variante, ausgestattet mit einem 485 kW (650 PS) leistenden Avia-Vr-36-Triebwerk, wurde lediglich ein Prototyp gebaut.
Über die Anzahl der insgesamt gebauten A.30 einschließlich ihrer Varianten ist nichts bekannt.
Neben den oben genannten Varianten war die A.30 Grundlage für die Entwicklung der Aero A.100.

## Militärische Nutzer
Tschechoslowakei
 Iran1 Exemplar 1923 erworben

## Technische Daten

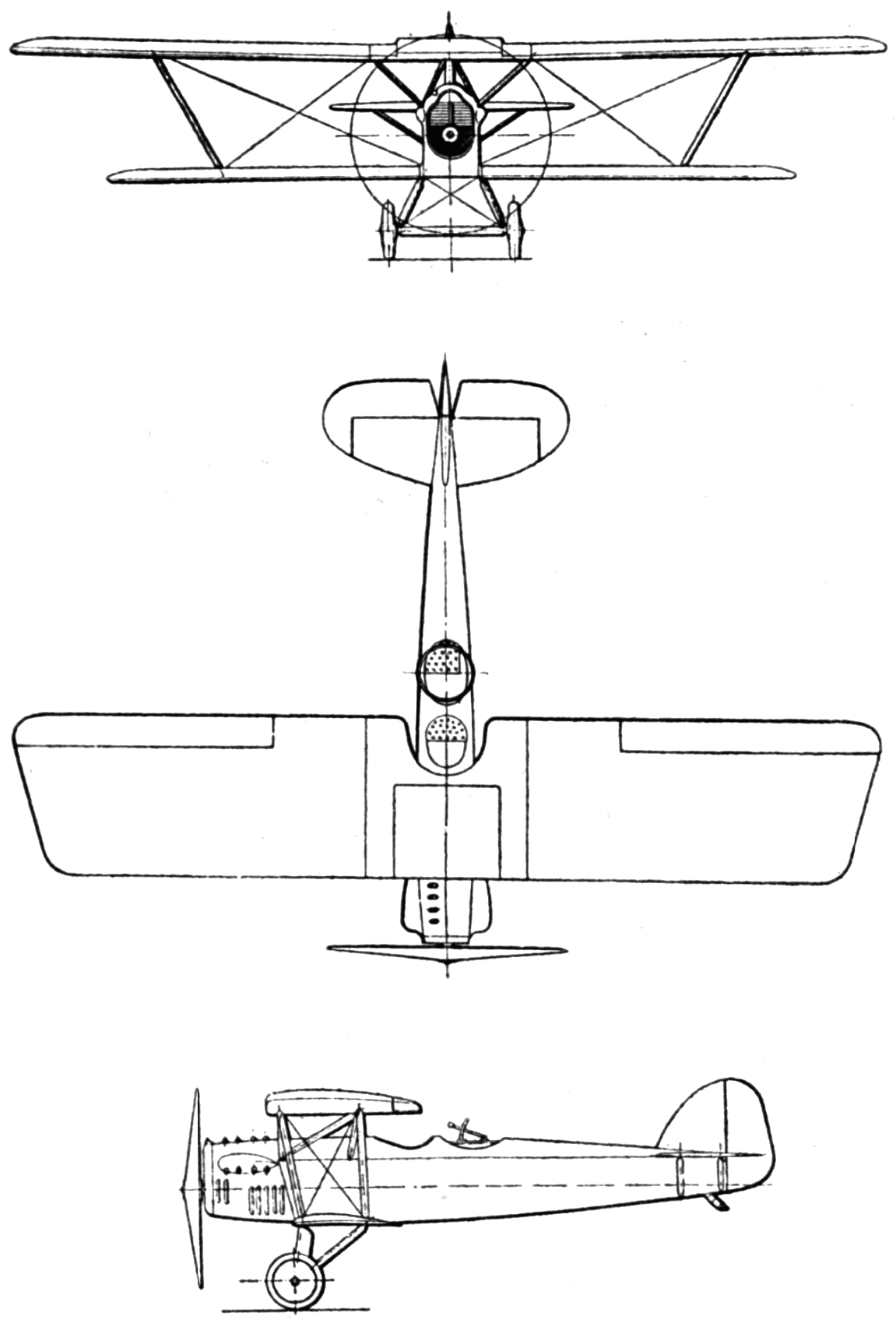
Dreiseitenansicht der A.230, 1927

| Kenngröße             | Daten                                                                              |
| --------------------- | ---------------------------------------------------------------------------------- |
| Besatzung             | 2 (Pilot und Beobachter/Bombenschütze)                                             |
| Länge                 | 10,00 m                                                                            |
| Höhe                  | 3,30 m                                                                             |
| Spannweite            | oben 15,30 m, unten 10,00 m                                                        |
| Flügelfläche          | 51,40 m²                                                                           |
| Leermasse             | 1460 kg                                                                            |
| max. Startmasse       | 2710 kg                                                                            |
| Antrieb               | ein Reihenmotor Skoda L mit 373 kW (500 PS)                                        |
| Höchstgeschwindigkeit | 243 km/h                                                                           |
| Reisegeschwindigkeit  | 195 km/h                                                                           |
| Dienstgipfelhöhe      | 6500 m                                                                             |
| Reichweite            | max. 1000 km (Flugdauer: 5:30 h)                                                   |
| Bewaffnung            | ein starres Vickers-MG vorn, schwenkbares Lewis-Doppel-MG hinten 500 kg Bombenlast |